# Котинга-білокрил південна
Котинга-білокрил південна (Xipholena atropurpurea) — вид горобцеподібних птахів родини котингових (Cotingidae).

## Поширення
Ендемік Бразилії, мешкає у тропічних дощових рівнинних лісах. Популяція виду оцінюється у 3400-13000 дорослих особин.